# زبان‌های گالی-ایتالی
زبان‌های گالی-ایتالی زیرشاخه‌ای از زبان‌های رومی است که بیشتر زبان های شمال ایتالیا را در بر می گیرد. این خانواده شامل زبان های پیدمونتی ، لومبارد ، امیلیانو-رومانیولو و لیگوری است.  اگرچه بیشتر منابع، ونتی را نیز بخشی از شاخه ایتالی-دالماسیایی تعریف می کنند، اما اتنولوگ و گلاتولوگ آن در شاخه گالی-ایتالی قرار داده‌اند.  

## دسته‌بندی کلی
- گالی-ایتالی
  - پیمونتی
  - لیگوری
  - لومبارد
    - گویش لومبارد غربی
    - گویش لومبارد شرقی

  - زبان امیلیانو-رومانیولو
    - گویش امیلی
    - گویش رومانیولو

  - ونتی [۷] [۵]
  - گالی-ایتالی سیسیل
  - گالی-ایتالی باسیلیکاتا